# Aden Young
Aden Young (ur. 30 listopada 1971 w Toronto) – kanadyjsko-australijski aktor telewizyjny i filmowy, także reżyser, scenarzysta i montażysta.

## Życiorys

### Wczesne lata
Urodził się w Toronto w Ontario. Jego ojciec Chip Young, Amerykanin urodzony w Missouri, był znanym dziennikarzem radiowym CBC i autorem książek dla dzieci, a także kompozytorem kanadyjskiego klasyka „Honky The Christmas Goose”, podczas gdy jego matka była pielęgniarką z Newcastle w Australii. W 1981 wraz z rodziną przeniósł się z Kanady do Australii, gdzie ukończył Galston High School w Galston i uczęszczał do szkoły dla młodych adeptów aktorskich Australian Theatre For Young People w Woolloomooloo. Po przybyciu do Australii rodzina Youngów przemieszczała się z miasta do miasta w Nowej Południowej Walii w poszukiwaniu najlepszej opieki medycznej dla ojca, który zachorował na tajemniczą chorobę.

### Kariera aktorska
Debiutował na kinowym ekranie w roli młodego jezuity Daniela w dramacie historyczno–przygodowym Bruce’a Beresforda Czarna suknia (Black Robe, 1991) z Lothaire Bluteau. Po występie w roli Nicka w dramacie Over the Hill (1992) z Olympią Dukakis, zagrał kaprala Douga Papicha, który ginie podczas jednej z akcji, w przebojowym filmie akcji Snajper (1993) u boku Toma Berengera i Billy’ego Zane’a. Jego najbardziej pamiętną rolą była rola psychopatycznego Joe w dramacie Geoffreya Wrighta Metal Skin (1995), za którą otrzymał nominację do nagrody Australijskiej Akademii Filmowej dla najlepszego aktora. Za główną rolę Bena Egana, który zostaje skazany za przestępstwo, którego nie popełnił w komediodramacie River Street (1996) ponownie został nominowany do nagrody AACTA dla najlepszego aktora.
Kandydował do roli młodego Obi-Wana Kenobiego w pierwszej trylogii Gwiezdnych wojen – Gwiezdne wojny: część I – Mroczne widmo (1999), którą ostatecznie zagrał Ewan McGregor. Wystąpił jako Ron Buckwhiler w komedii przygodowej Łowca krokodyli (The Crocodile Hunter: Collision Course, 2002) z udziałem Steve’a Irwina. Z kolei Bruce Beresford zaangażował go do drugoplanowej roli Dilwortha w dramacie biograficznym Mao’s Last Dancer (2009) u boku Joan Chen, Bruce’a Greenwooda i Kyle’a MacLachlana. W światowym przeboju kina akcji Elita zabójców (Killer Elite, 2011) z udziałem Jasona Stathama, Roberta De Niro i Clive’a Owena wystąpił jako Meier. Za rolę Daniela Holdena w serialu Sundance TV Rectify (2013–2016) był nominowany do nagrody AACTA dla najlepszego aktora w serialu dramatycznym.

### Kariera reżyserska
W 1998 debiutował jako reżyser, scenarzysta i montażysta filmu krótkometrażowego The Order o żołnierzu, który wraca z Wietnamu, z wiadomością, że w czasie wojny jego najlepszy przyjaciel umarł, a on decyduje się poinformować o tej tragedii, wdowę żołnierza. W 2007 wyreżyserował krótkometrażowy film fantasy The Rose of Ba Ziz, adaptację książki dla dzieci napisanej przez jego ojca, z Hugo Weavingiem w roli narratora.

## Życie prywatne
W 2014 poślubił australijską aktorkę i piosenkarkę Carmen Loene. Mają dwóch synów: Bona Dutha Younga (ur. 2007) i Chestera Van Younga (ur. 2011).
Od 18 roku życia, jego bardzo dobrym przyjacielem jest aktor Hugo Weaving.

## Filmografia
Filmy 
- 1991: Czarna suknia, (Black Robe) jako Daniel
- 1992: Over the Hill, (The Blue Lightning) jako Nick
- 1993: Snajper, (Sniper) jako Doug Papich
- 1993: Broken Highway jako Angel
- 1993: Krok w dorosłość, (Love in Limbo) jako Barry McJannet
- 1993: Shotgun Wedding, (Bis ans Ende der Welt) jako Jimmy Becker
- 1994: Wygnanie, (Exile) jako Peter Costello
- 1994: Metal Skin jako Joe
- 1995: Audacious jako Stanley
- 1996: Opera u czubków, (Cosi) jako Nick
- 1996: River Street jako Ben
- 1996: Hotel miłości, (Hotel de Love) jako Rick Dunne
- 1997: Rajska droga, (Paradise Road) jako Bill Seary
- 1998: Na progu nieba, (Under Heaven) jako Buck
- 1998: Kuzynka Bette, (Cousin Bette) jako Hrabia Steinbach
- 1999: Molokai – historia ojca Damiana, (Molokai: The Story of Father Damien) jako dr Kalewis
- 2001: Wojenna panna młoda, (The War Bride) jako Charlie
- 2001: Serenades jako Johann
- 2002: Łowca krokodyli, (The Crocodile Hunter: Collision Course) jako Ron Buckwhiler
- 2003: Po burzy, (After the Deluge) jako młody Cliff
- 2004: The Human Touch jako George
- 2006: The Bet jako Angus
- 2007: Flipsical jako Shue
- 2008: Zbawienie, (Salvation) jako akolita
- 2009: Shot Open jako Dodek
- 2009: Lucky Country jako Nat
- 2009: Mao's Last Dancer jako Dilworth
- 2010: Beneath Hill 60 jako major Brady North
- 2010: Drzewo, (The Tree) jako Peter O’Neil
- 2010: Kissing Point jako Mark Logan
- 2011: Elita zabójców, (Killer Elite) jako Meier
- 2013: Final Recipe jako Sean
- 2014: Ja, Frankenstein, (I, Frankenstein) jako dr Frankenstein

 Seriale 
- 2005: Zagadkowe opowieści, (Two Twisted) jako Patrick Dempsey
- 2007: Życie po falstarcie, (The Starter Wife) jako Jorge Stewart
- 2011: East West 101 jako Kendric
- 2013: Rectify jako Daniel Holden

 Reżyser 
- 1999: The Order
- 2007: The Rose of Ba Ziz

## Nagrody i nominacje
- Nominacja – Australijska Akademia Sztuk Filmowych i Telewizyjnych AACTA 1996 – za: Najlepszy aktor, za film River Street),
- Nominacja – Australijska Akademia Sztuk Filmowych i Telewizyjnych AACTA 1995 – za: Najlepszy aktor, za film Metal Skin,
- Nominacja – Międzynarodowa Akademia Prasowa, Satelity 2014 – za: Najlepszy aktor w serialu dramatycznym, za serial Rectify[15].